# Hypersomnie
Pour un article plus général, voir Trouble du sommeil.
 Mise en garde médicale
L’hypersomnie est un trouble du sommeil caractérisé par une somnolence diurne excessive et persistante, entraînant un retentissement négatif important sur la vie du sujet, sans qu'elle s'explique par une quelconque privation de sommeil ou par un sommeil de mauvaise qualité. Il existe deux catégories de l'hypersomnie : hypersomnie primaire (également appelée hypersomnie idiopathique, dont les facteurs étiologiques n'ont pas pu être déterminés), hypersomnie secondaire (causée par une autre pathologie).

## Description
L'hypersomnie idiopathique est une maladie rare, peu étudiée et dont aucune cause n'a été identifiée. Les patients atteints de cette maladie souffrent d'une fatigue invalidante et de somnolence peu fluctuante toute la journée avec des accès de sommeil répétés. Leurs nuits sont de grande qualité (peu de réveils nocturnes) et de longue durée : typiquement plus de 10 heures par nuit. Il peut arriver que des patients fassent des nuits de très longue durée associées à des siestes diurnes de plusieurs heures. Ces siestes ne présentent pas de caractère rafraîchissant par opposition à la narcolepsie. Le réveil, difficile, nécessite souvent la présence de plusieurs réveille-matins, voire d'une aide extérieure. C'est une des grandes difficultés auxquelles font face les patients qui arrivent très souvent en retard le matin. La maladie a également un grand impact sur certaines capacités cognitives telles que la mémorisation, l'apprentissage, la concentration, la perception du temps et les comportements automatiques.
Il ne faut pas confondre l'hypersomnie idiopathique avec d'autres formes d'hypersomnies centrales telles que la narcolepsie ou le syndrome de Kleine-Levin bien que partageant des caractéristiques communes. Elle diffère également d'une hypersomnie secondaire d'origine psychiatrique.

## Hypersomnie idiopathique

### Épidémiologie
La fréquence de la maladie, bien que difficile à estimer du fait de sa rareté, toucherait 1 personne sur 10 000 à 100 000 selon la forme clinique d'hypersomnie idiopathique (5 à 10 fois plus rare que la narcolepsie).
Le trouble survient habituellement chez les jeunes individus de 15 à 30 ans et se développe au fur et à mesure durant une période d'un an.
Aucune cause n'est retrouvée à cette hypersomnie, c'est pour cela qu'on la qualifie d'idiopathique à la différence de l'hypersomnie secondaire dont une origine a pu être mise en évidence (lésion cérébrale ou tumeur par exemple).

### Diagnostic
Le diagnostic se fait par exclusion des autres troubles pouvant provoquer cette somnolence : apnées du sommeil, syndrome des jambes sans repos, mauvaise hygiène de sommeil.

#### Aspects cliniques
Il s'agit d'une somnolence diurne excessive quasi permanente, peu fluctuante au cours de la journée. Cette somnolence oblige le sujet à faire une ou plusieurs siestes dans la journée, qui peuvent alors durer plusieurs heures. Un des éléments clefs du diagnostic clinique est que ces siestes n'ont pas le caractère rafraîchissant qu'elles ont normalement, ou dans l'autre maladie proche qu'est la narcolepsie (le sujet est toujours aussi fatigué au sortir de cette sieste).
Leur sommeil de nuit est le plus souvent de très bonne qualité, avec très peu d'éveils. Par contre, le réveil est particulièrement difficile (ivresse de sommeil) avec une inertie au réveil : c’est-à-dire que le sujet est très ralenti sur le plan psychomoteur, pouvant aller jusqu'à un état de confusion.
Les sujets souffrent d'une fatigue permanente, d'une diminution des performances mentales, de troubles de la mémoire et de difficultés de concentration.
On distingue deux formes cliniques d'hypersomnie idiopathique :
- avec augmentation du temps total de sommeil, les nuits sont anormalement longues et la journée marquée par des siestes de plusieurs heures ;
- sans augmentation du temps total de sommeil, avec des nuits de durée normale ou subnormales (6–10 heures), mais des accès de sommeil plus ou moins irrépressibles la journée.

Ce qui fait la différence avec la narcolepsie, c'est qu'on ne retrouve pas de cataplexies, et rarement des paralysies du sommeil ou des hallucinations hypnagogiques. Officiellement la différence de diagnostic entre hypersomnie et narcolepsie repose sur la présence de cataplexie ou de plusieurs endormissements en sommeil paradoxal lors du test itératif de latence à l'endormissement (TILE). Par ailleurs il est possible de voir chez certains patients la présence conjointe d'hypersomnie idiopathique et de parasomnies, cela a pour conséquence une mauvaise qualité de sommeil.

#### Examens complémentaires
Les examens complémentaires visant à rechercher une cause particulière (imagerie par tomodensitométrie (scanner), IRM, examens biologiques, etc.) ne relèvent aucune anomalie.
Une polysomnographie (enregistrement du sommeil) est nécessaire. Il permet surtout d'éliminer les causes de somnolence principales (trouble ventilatoire, apnées du sommeil, mouvements périodiques des jambes…) et d'éliminer une narcolepsie (sommeil de mauvaise qualité et « SOREM » (sigle anglais : Sleep Onset Rapid Eyes Movement ou endormissement en sommeil paradoxal)).
Les TILE montrent un endormissement pendant la journée, celui-ci n'est pas toujours anormalement rapide, mais il se fait toujours en l'absence de sommeil paradoxal (« SOREMP » pour l'anglais : Sleep Onset Rapid Eye Movement Period).
L'enregistrement polysomnographique de longue durée (24 ou 48 h en continu) permet de montrer la durée totale de sommeil dans des conditions mimant une journée de repos d'un patient.
Un dernier type d'examen du sommeil est parfois utile pour mettre en évidence la capacité à dormir de très nombreuses heures, le Bed Rest. Il s'agit d'un enregistrement EEG pendant 48 h, à l'hôpital, dans une chambre isolée, en l'absence de montre et d'indice de lumière du jour. Le patient est en roue libre, il demande ses repas lorsqu'il en ressent le besoin.On met en évidence pendant ces bed rest une durée de sommeil sur 48 h très souvent supérieure à 24 h, voire bien plus.[réf. nécessaire]

### Traitement
Puisque "la physiopathologie de l'hypersomnie idiopathique est inconnue" l'hypersomnie idiopathique ne se guérit pas. Les traitements proposés permettent uniquement d'en réduire les symptômes, principalement la somnolence et la concentration.
Comme pour la narcolepsie, le suivi ainsi que très souvent le traitement médicamenteux sont nécessaires pour obtenir le droit de passer ou de conserver le permis de conduire. En effet une recommandation du médecin du centre de référence qui suit le patient ainsi qu'un entretien et parfois un examen auprès d'un médecin agréé de la préfecture est nécessaire pour conserver ou obtenir son permis de conduire (toutes catégories).

#### Traitements médicamenteux
Le traitement médicamenteux permet en général aux patients de conduire une activité professionnelle normale en diminuant les gênes liées aux accès de sommeil diurnes. Il repose comme pour la narcolepsie sur le modafinil, ou les dérivés amphétaminiques comme le méthylphénidate mais en cas d'échec on peut essayer d'autres traitements comme le Xyrem, le Wakix, le Teronac (ou Mazindol) ou la Dexamine (ou Dexedrine) .
Des antidépresseurs stimulants peuvent être utiles (Prozac, Effexor).
Les traitements actuellement proposés n'ont d'effet que sur la somnolence. Mais aucun des traitements ne permet d'améliorer l'état d'inertie au réveil, les oublis, les problèmes de mémorisation, les troubles de la concentration ou les comportements automatiques. En effet le modafinil ou le méthylphénidate "ont peu d'effet sur l’inertie du réveil constaté dans l’hypersomnie idiopathique avec augmentation de la durée du sommeil de nuit". La mélatonine en préparation pharmaceutique est l'un des seuls traitements grâce auquel on voit, chez quelques patients, une amélioration de l'état au réveil avec une diminution de l'ivresse de sommeil.
Plusieurs nouveaux traitements commencent à être utilisés, dans certains pays, comme le Flumazénil et Sunosi.

#### Traitements comportementaux
Les conseils d'hygiène de sommeil, notamment la restriction des siestes, lorsque celles-ci ne sont pas rafraîchissantes, font également partie des outils pouvant parfois soulager le handicap créé par cette maladie. De manière générale, une organisation de la vie quotidienne autour de la gestion du nombre d’heures de sommeil et de la régularité des horaires de coucher et lever est conseillée.

### Hypothèse physiopathologique
Le rôle des récepteurs GABAA dans l'hypersomnie idiopathique est en cours d'exploration. Une molécule encore inconnue serait présente dans le cerveau de beaucoup d'hypersomniaques, excitant les récepteurs rendant les patients trop sensibles au GABA, responsable du sommeil. Des patients mis sous antagonistes GABAA (tel le flumazénil, Anexate) ont vu leurs symptômes réduits de façon très significative.

## Hypersomnie secondaire
L'hypersomnie peut être causée par des lésions cérébrales et des troubles mentaux comme la dépression clinique, l'urémie et la fibromyalgie. L'hypersomnie peut être causée par des troubles du sommeil tels que la narcolepsie, le syndrome d'apnées du sommeil et le syndrome des jambes sans repos. Elle peut également survenir en tant qu'effet secondaire lors de prises médicamenteuses (par exemple : certains psychotropes attribués pour les patients souffrant de dépression, anxiété ou de trouble bipolaire), ou de différentes prises comme les drogues ou l'alcool. Une prédisposition génétique peut être un facteur.